# Sonderpostamt Sankt Nikola an der Donau

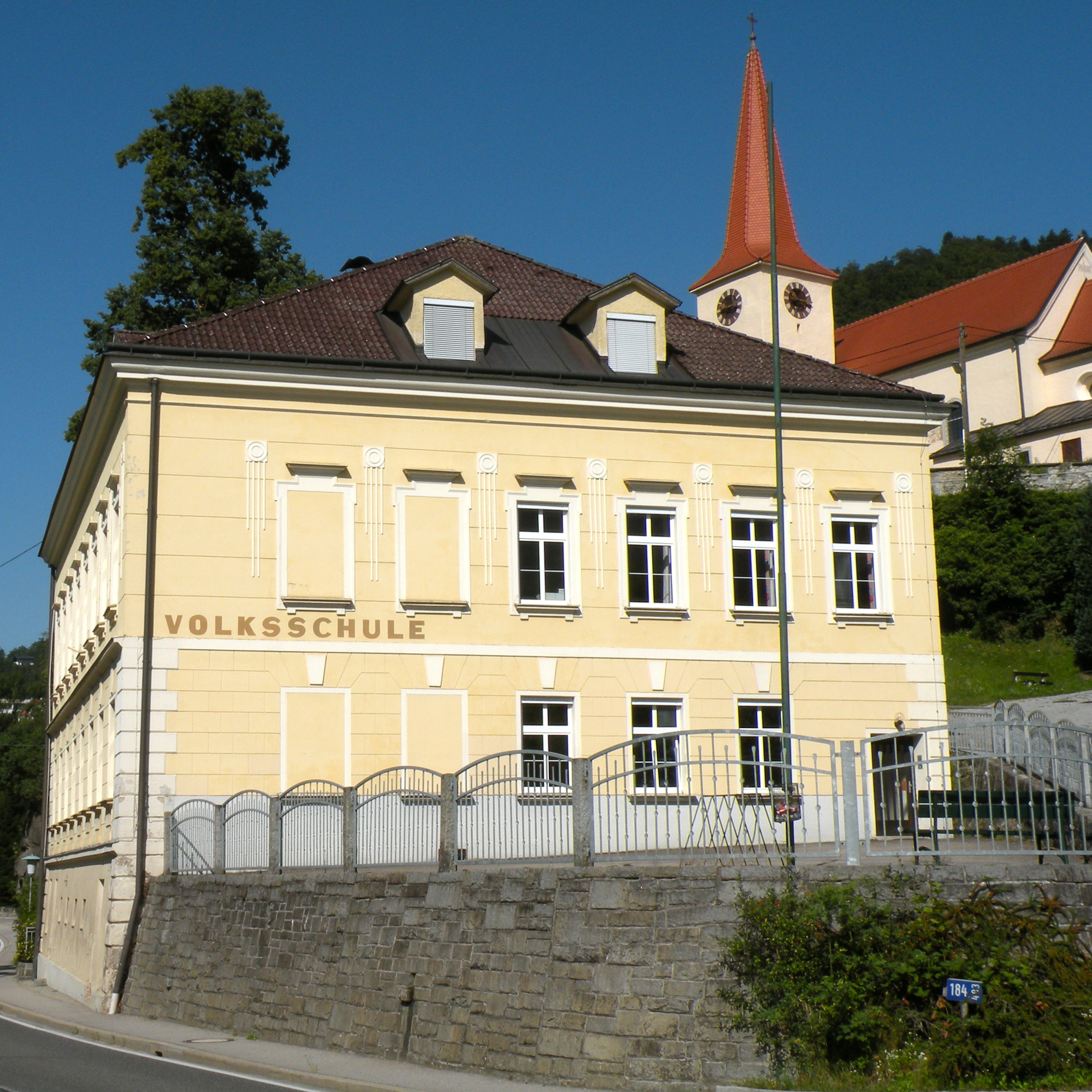
Das Sonderpostamt wird jährlich am 6. Dezember in der Volksschule St. Nikola durchgeführt

Das Sonderpostamt Sankt Nikolaus an der Donau findet seit 1974 jährlich auf Initiative des Briefmarkensammlervereins Grein in der Volksschule in St. Nikola an der Donau im Strudengau im Bezirk Perg in Oberösterreich statt.

## Beschreibung
Das Sonderpostamt ist ein gemeinsames Projekt der Marktgemeinde St. Nikola an der Donau und des Briefmarkensammlervereins Grein (BSV Grein) mit der Österreichischen Post AG und
ist ein Teil der Festlichkeiten (Gottesdienst, Ankunft des Nikolaus mit dem Schiff, Sonderausstellungen usw.) zu Ehren des heiligen Nikolaus, die jährlich zum Tag des Kirchenpatrons in der Marktgemeinde abgehalten werden.
Die Aktivitäten im Rahmen des Sonderpostamts umfassen in der Regel neben der Abfertigung mittels Sonderstempel die Herausgabe von Sonderbriefmarken, Sonderbelege und die Durchführung einer Briefmarkensonderausstellung. Zum Unterschied von Weihnachtspostämtern werden keine Briefe beantwortet.

## Briefmarkensammlerverein Grein
Der Briefmarkensammlerverein Grein, kurz BSV Grein, ist der einzige Philatelistenverein im Bezirk Perg und hat seinen Sitz in der Stadt Grein.
Der Verein wurde 1967 gegründet und mit 1. April 1968 ins Vereinsregister eingetragen. Er ist Mitglied im Verband Österreichischer Philatelistenvereine. Die Vereinsmitglieder treffen sich zweimal monatlich. Als Obmann des Vereins fungiert Erwin Uhrmann aus Waldhausen im Strudengau.
Zu den Vereinsaktivitäten zählen neben den Mitgliedertreffen, dem jährlichen Sonderpostamt in St. Nikola an der Donau, der jährlichen Briefmarkenschau im Rahmen des Waldhausner Advents u. a. auch:
- die Abhaltung von österreichweiten Philatelietagen in der Region
- das Aufgreifen regionaler Jubiläen von Personen und Einrichtungen in Verbindung mit der Durchführung von Ausstellungen und der Auflage von Sonderbriefmarken und Sonderstempeln

Beispiele für vom Verein organisierte Ausstellungen: (die Angabe in Klammer bezieht sich auf das Jahr der Ausstellung)
- Karl Mostböck - Zum 90. Geburtstag, Ausstellung von Bildern des Künstlers im Theaterkeller des Stadttheater Grein, Auflage einer Sondermarke (2011)
- Donau.Fluch & Segen - Auflage einer Sondermarke und Durchführung des Philatelietages im Rahmen der bundesländerübergreifenden Sonderausstellung in Ardagger im niederösterreichischen Strudengau (2010)

Beispiel für die Sondermarken des Vereins ist: (die Angabe in Klammer bezieht sich auf die Auflage)
- Otto von Machland (1000)

Die Entwürfe für die Sondermarken und Sonderstempel stammen in der Regel von regionalen Künstlern.
Beispiele für die Aktivitäten bei Philatelietagen im Strudengau:
- 2006 Briefmarke mit typischer Grein-Ansicht aus dem Bildarchiv der Stadt Grein
- 2007 Briefmarke mit einem Aquarell aus dem Jahr 1935 von Helene Geitler mit Blick in die Hauptstraße von Grein
- 2008 Briefmarke mit dem ersten Ölbild von Karl Mostböck aus dem Jahr 1946 mit einem Blick auf die Greinburg
- 2009 Briefmarke anlässlich des Jubiläums 650 Jahre Markterhebung Waldhausen

- 2010 Briefmarke mit einem Ölbild von Ludi Donner aus dem Jahr 1944 mit einem Motiv aus dem Kriegswinter 1944
- 2010 Briefmarke mit dem Motiv der grenzüberschreitenden Ausstellung Donau.Fluch & Segen

## Weitere Sonderpostämter am Fest des heiligen Nikolaus

### Deutschland
- Das Weihnachtspostamt St. Nikolaus in Warndt in der Gemeinde Großrosseln im Saarland in Deutschland ist ein 1896 als Posthilfsstelle gegründetes Postamt, wo ab 1966 Briefe an den heiligen Nikolaus zunächst mit dem regulären Tagesstempel und später mit einem Sonderstempel abgefertigt wurden. Seit 2005 wird ein Weihnachtspostamt betrieben, das seit 2007 eine mit 66351 eine eigene Postleitzahl hat.[3]

### Österreich
- Das Nikolaus-Sonderpostamt in Dorf an der Pram des bereits 1909 gegründeten Innviertler Briefmarkensammlervereins Ried im Innkreis wird seit 1973 jeweils am 6. Dezember geöffnet. Es werden personalisierte Briefmarken Schmuckkuverts sowie ein Sonderstempel bereitgestellt.[4]